# Ptochopsyche melsheimeri
Ptochopsyche melsheimeri is een vlinder uit de familie van de Mimallonidae. De wetenschappelijke naam van de soort is voor het eerst geldig gepubliceerd in 1841 door Harris.